# Otto Geleng
Friedrich Wilhelm Otto Geleng (* 1843 in Berlin; † 1939 in Taormina) war ein deutscher Landschaftsmaler, der seine Motive jedoch vorwiegend in Italien fand.
Er lebte von 1863 an in Taormina auf Sizilien und malte zahlreiche Bilder vom Blick auf den Ätna und das Meer, vom berühmten griechischen Theater und anderen historischen Bauten des Ortes.
Von 1872 bis 1882 war er, damals ungewöhnlich für einen nicht Einheimischen, Bürgermeister von Taormina. Eine enge Freundschaft verband ihn mit dem deutschen Fotografen Wilhelm von Gloeden, der sich ebenfalls hier niedergelassen hatte.
In Italien heiratete er Filomena Zuccaro; der aus dieser Ehe hervorgegangene Sohn Angelo Géleng (1867–1942) war ebenfalls Maler.